# Predio la Pradera II
Predio la Pradera II är en ort i Mexiko.   Den ligger i kommunen Durango och delstaten Durango, i den centrala delen av landet, 800 km nordväst om huvudstaden Mexico City. Predio la Pradera II ligger 1 908 meter över havet och antalet invånare är 220.
Terrängen runt Predio la Pradera II är kuperad åt sydväst, men åt nordost är den platt. Runt Predio la Pradera II är det ganska tätbefolkat, med 60 invånare per kvadratkilometer. Närmaste större samhälle är Victoria de Durango, 6,3 km nordost om Predio la Pradera II. Trakten runt Predio la Pradera II består till största delen av jordbruksmark.